# Ghenadie Orbu
Ghenadie Orbu (n. 8 iulie 1982, Chișinău) este un fotbalist moldovean, care joacă la clubul Speranța Nisporeni pe postul de atacant. Anterior el a evoluat timp de 14 ani la clubul Dacia Chișinău și jumătate de sezon la Dinamo-Auto Tiraspol.
În 2015 s-a aflat că clubul Dacia Chișinău are datorii la plata salariilor față de Orbu, în valoare de peste zece mii de dolari.